# スフェナコドン科
スフェナコドン科（スフェナコドンか、Sphenacodontidae）は、古生代石炭紀後期カシモビアン初頭からペルム紀中期ローディアン末（約3億500万 - 2億6,800万年前）にかけて生息した単弓類（旧「哺乳類型爬虫類」）。単弓綱・盤竜目（ペリコサウルス目）・真盤竜亜目に属する。ディメトロドンなどを含むグループで、後に哺乳類が派生する獣弓類の祖先あるいは姉妹群とされる。
“Sphenacodon”とはラテン語で「楔のような歯」を意味する。

## 進化史
スフェナコドン科は衰退していくオフィアコドン科に代わって台頭したグループである。初期に分岐したハプトドゥス (Haptodus) などは60cm - 1mと小型で、おそらくは昆虫食の生物であった。しかし、ペルム紀前期後半には大型化して強肉食へと特殊化した3mを超すものも現れた。かれらは同サイズの獲物を狩る陸上では初の捕食者であり、当時の陸上生態系の頂点に立つ頂点捕食者であった。ぺルム紀前期末まで全盛期を築いたスフェナコドン科だったが、その後、急速に衰退したようであり、ペルム紀中期の地層からはスフェナコドン科の化石はほとんど見つからなくなる。頂点捕食者であったかれらはこの頃に起きた何らかの環境激変の影響を多大に受けたとみられ、他の多くの盤竜類、両生類、爬虫類と共にペルム紀中期序盤には姿を消したようである。スフェナコドン科などの衰退や絶滅と共に、近縁の獣弓類が急速に多様化し、生態系の間隙を埋めて台頭するようになっていく。

## 形態
頭骨
大型で、高さがありがっちりしている。これは、顎を大きく開き、また大きな力で閉じるために咀嚼筋が発達した事に対応した適応形態であるとされる。これにより、かれらは自分と同等の大きさの獲物を狩る事が出来たと考えられている。前顎骨は発達した歯列を収めるために腹側へ幅広くなっている。上顎に犬歯状の歯が発達し、歯根が内鼻孔側へ張り出している。また、下顎先端部の発達した歯は上顎骨の隙間に収まる様になっている。側頭窓は拡大し、下顎内転筋の付着部が拡大、咀嚼が効率化している事が窺える。また、下顎には薄い板状の骨である反転板が角骨に付属している。これは地面や空気中の音を拾うためのピックアップとして使用されていたとされる。
歯列
切歯は長く鋭い。また、犬歯も大きく発達している。一方、後部の歯は縮小、臼歯に近付いた形態となる。「2種類の長大な歯」 - ディメトロドンの名に現される様に、異歯性（歯の生える場所によりその形態が異なる事）が発達した。かれらは獲物を丸呑みにせず、この歯で肉を食いちぎり、切り刻むという哺乳類の捕食者と共通する咀嚼形態を手に入れた最初の生物であった。
中耳
耳小柱に板状の背側突起が発達している。
脊柱
全体的に脊柱の神経棘が伸長する傾向がある。ディメトロドン、クテノスポンディルス、セコドントサウルスなど大型の属において顕著であるが、スフェナコドンなどでも突起の長さが椎体の五倍を超えている。
帆
長く伸長した棘突起の間には皮膚の膜があり、帆を形成していたとされる。この帆の使用目的は長らく不明であった。かつて唱えられた説の一つでは、帆のあるディメトロドンがオス、帆の無いスフェナコドンがメスであり、性的二形を示すものであるとされたことがあった。しかし、ディメトロドンはテキサス州産、スフェナコドンはニューメキシコ州産であり、当時この両者の産地は狭い内海によって隔てられていた。また頭骨の形態にも差異がある事などから、両者は別属であるとしてこの説は否定された。後にこれらの突起が前後方向に広がっている事、骨の表面に血管の痕跡が発見されたことなどから、おそらく生存時にはこの帆に血液が大量に送り込まれる様になっており、熱交換器として機能していたとされている。体温調節機能を持たぬかれらは、太陽光をこの帆に受ける事で血液を暖め、獲物が満足に動けぬうちに捕食していたとされる。また、体温が上がりすぎる日中には、この帆に風を受ける事で熱を逃がしていたという。しかし、帆を持たぬ盤竜類も繁栄しており、こうした帆を持つ事が生存にとって有利であったかとは言い切れない。事実、盤竜類の後継者である獣弓類は、帆を持たぬグループの子孫であるからである。先行するエダフォサウルス科もこうした帆を持っているが、両者は特に近縁という訳ではなく、共に帆を持たぬ先祖から進化し、各々が獲得した平行進化によるものである。スフェナコドン科の帆にはエダフォサウルスの様な横突起はない。おそらくは両者とも、体温調節と同時に性的ディスプレイとしてもこの帆を使っていたとされている。
四肢
四肢は細長くなり、当時の生物としては俊敏な動作が可能であった。

## 分布
スフェナコドン科の化石は、現時点においては北アメリカ及びヨーロッパから発見されている。

## 分類
従来定義されていた「スフェナコドン科」は獣弓類の祖を含むため、側系統となる。このグループ内には、初期盤竜類から獣弓類に至る、進化のさまざまな段階にある生物を含んでいた。分岐学において定義されたスフェナコドン類（Sphenacodontia）と呼ばれるクレードは、スフェナコドン類及びかれらの子孫（獣弓類、哺乳類）全てを含んでいる。スフェナコドン科は獣弓類へとつながる系統と分岐した以降の盤竜類のみを含むグループとして厳密に再定義された。ハプトドゥスなど祖先的な形態を留めた属は、より初期に分岐したとして狭義のスフェナコドン科からは外されている。また、スフェナコドン上科（Sphenacodontoidea）は、スフェナコドン科と獣弓類の共通祖先及びその子孫全てを含むクレードとして、ローリンとライス（1997）において頭骨の形態により定義された。
- 単弓類 Synapsida （盤竜類 Pelycosauria）
  - 真盤竜亜目 Eupelycosauria
    - オフィアコドン科 Ophiacodontidae
    - エダフォサウルス科 Edaphosauridae
    - スフェナコドン類 Sphenacodontia
      - ハプトドゥス属 Haptodus
      - スフェナコドン上科 Sphenacodontoidea
        - スフェナコドン科 Sphenacodontidae
        - テトラケラトプス科 Tetraceratopsidae : テトラケラトプス
        - 獣弓類 Therapsida
          - 哺乳類 Mammalia

### 主な属

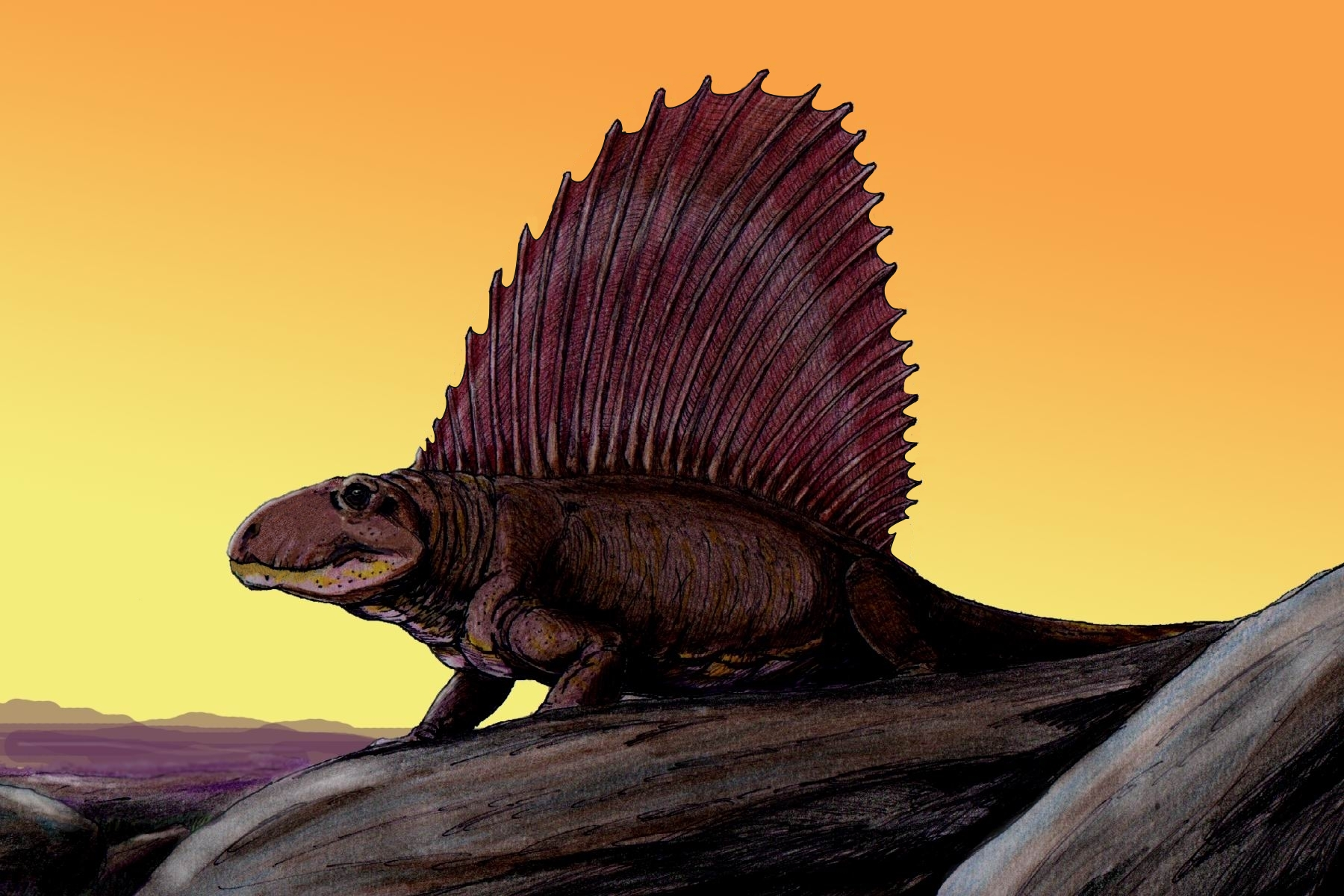
ディメトロドン Dimetrodon
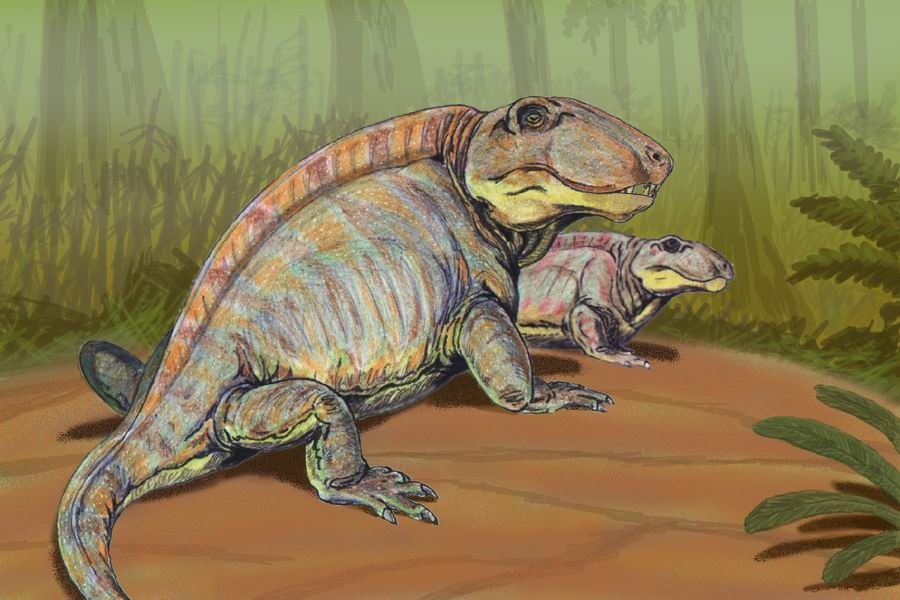
スフェナコドン Sphenacodon
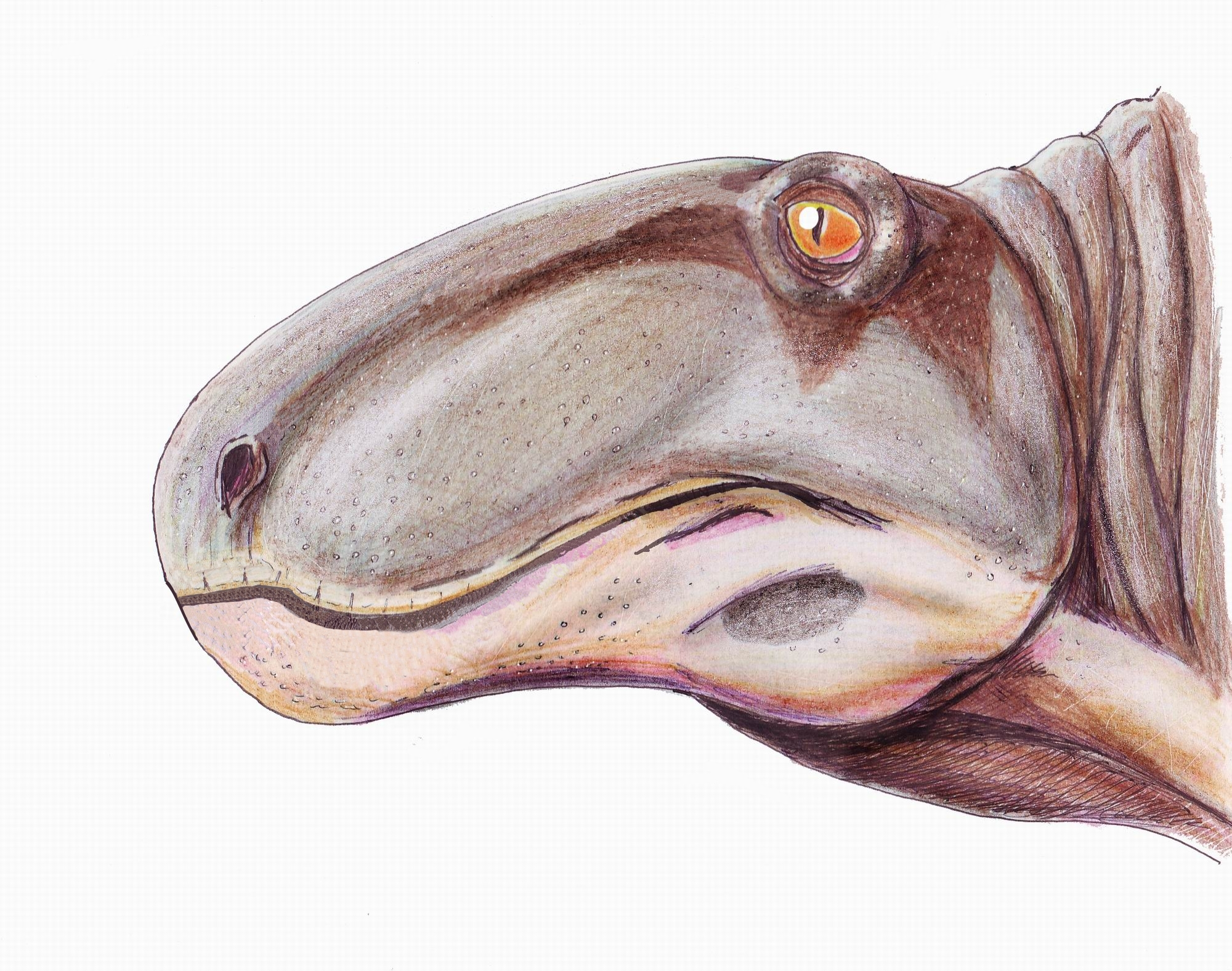
ステッペサウルス Steppesaurus